# Gat calicó
Un gat calicó és un gat domèstic amb una coloració característica al pelatge. El seu pelatge està conformat per tres colors diferents: és blanc amb taques ataronjades i negres. El gat calicó no és una raça de gat en concret, sinó que és exclusivament una característica de la coloració del pèl que es pot trobar a diferents races.
Pel fet que la coloració en els gats calicós està relacionada al cromosoma X, els gats calicós són quasi sempre femelles, sent un color relacionat amb el cromosoma X matern i un segon color relacionat amb el cromosoma X patern.
Els gats que presenten la característica calicó són majoritàriament femelles, que en cadascuna de les seues cèl·lules tenen dos cromosomes X.4 En els gats, el gen per al color taronja està situat en el cromosoma X i pot tindre un al·lel per al color negre. L'única forma en què tots dos al·lels es donen junts i combinats amb blanc és que hi haja dos cromosomes X.
El pelatge tricolor característic dels gats calicós no és única d'una raça de gats, però ocorre incidentment en races que tenen un rang de patrons de colors; l'efecte no té antecedents històrics. No obstant això, l'existència d'aquests pegats en gats calicós va ser investigada fins a un cert punt per Neil B. Todd, en el seu estudi, va determinar que aquests pegats venen d'al llarg de diverses rutes comercials entre Europa i el nord d'Àfrica. La proporció en gats de tindre el gen mutant responsable del pelatge ataronjat en gats calicós va ser rastrejat fins a ciutats portuàries del Mediterrani, en països com Espanya, França, Grècia i Itàlia, diverses amb origen a Egipte.

## Genètica
Majoritàriament els gats que presenten aquesta coloració són femelles, ja que l'al·lel que proporciona el pelatge de color taronja als gats es troba exclusivament al cromosoma X. Segons la genètica mendeliana, cada un dels trets heretables d'un ésser viu està determinat per dos al·lels (un heretat de la mare i un altre del pare). Aquests al·lels, a més, poden ser dominants (es manifesten en l'ésser viu) o recessius (queden "ocults" en favor del segon al·lel). En el cas del pelatge de color taronja en els gats, aquest al·lel pot ser dominant o recessiu en funció de l'animal en concret i, en qualsevol cas, només pot trobar-se al cromosoma X.

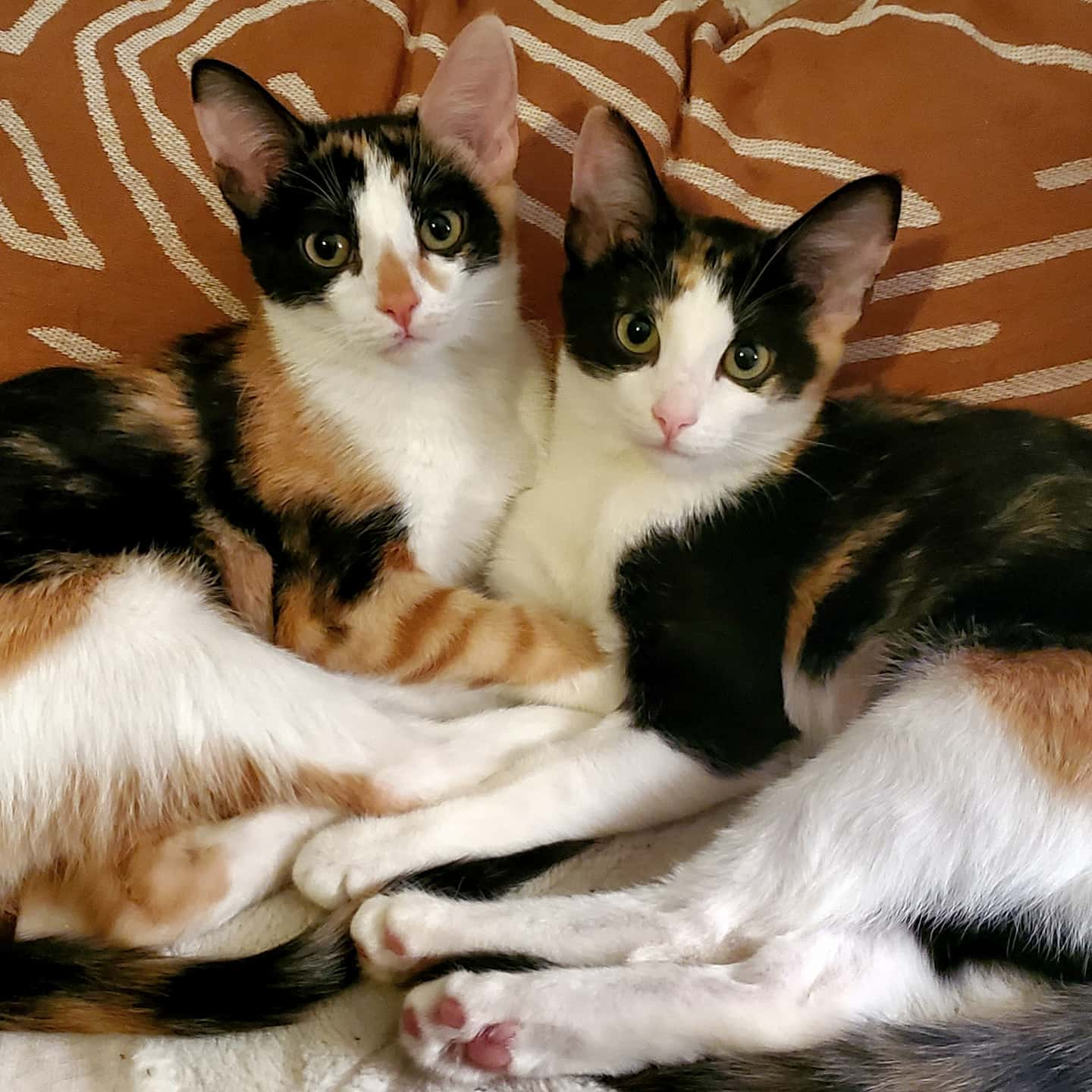
Gats amb pelatge calicó

A la pràctica, això implica que els gats mascles, al tenir un cromosoma X i un cromosoma Y, podran tenir taques taronges (si l'al·lel del color taronja present al cromosoma X és dominant) o negres (si l'al·lel present al cromosoma X és recessiu), però mai del tots dos colors alhora. Mentre que les gates femella al tenir dos cromosomes X, podran mostrar taques negres (si l'al·lel del color taronja és recessiu en els dos cromosomes X), taques taronges (si l'al·lel del color taronja és dominant en els dos cromosomes X) i taques de tots dos colors (si l'al·lel del color taronja és recessiu en el primer cromosoma X però dominant en el segon cromosoma X). Aquesta darrera possibilitat és la que finalment podria donar el pelatge calicó a la gata en cas de combinar-se amb un segon factor: la presència del gen S, que causaria les taques blanques en l'animal.
En rares ocasions, també es poden trobar gats calicó mascles, però només sota rareses genètiques com el síndrome de Klinefelter que causa que un mascle tingui més d'un cromosoma X, el quimerisme que fa que un animal estigui compost de línies cel·lulars de dos individus diferents o l'hermafroditisme que causa la manifestació física dels òrgans sexuals masculins i femenins alhora. En la gran majoria d'aquestes situacions, el gat calicó seria infèrtil.

## Cultura popular
Tradicionalment, en diverses cultures els gats calicó s'han identificat com a portadors de bona fortuna, potser perquè són poc comuns.
Una de les gates calicó més famoses és la Tama, una gata calicó japonesa que va ser la cap d'estació i directora d'operacions a l'estació de Kishi Kinokawa (Wakayama, Japó) des de l'any 2007 aproximadament i fins que va morir al juny de 2015.